# Б'єловарський собор
Беловарський собор святої Терезії Авільської (хорв. Katedrala sv. Terezije Avilske u Bjelovaru) — католицький собор у місті Б'єловарі, Хорватія. Кафедральний храм Беловарсько-Крижевецької дієцезії, цінна історико-архітектурна пам'ятка бароко. Храм був освячений в ім'я Святої Терези Авільської. Дістав статус собору 2009 року після утворення дієцезії з центром у Б'єловарі, до цього церква була парафіяльною.

## Історія
1756 року в Б'єловарі закінчили будівництво великої фортеці в рамках фортифікаційних робіт зі створення Військової границі, що викликало приплив населення до міста. 1761 року на запрошення влади Військової границі в Б'єловар прибули чеські ченці з ордену піарів. У той час єдиною культовою спорудою в містечку була невелика капличка, тому постановили збудувати більшу церкву.
10 квітня 1765 року заклали наріжний камінь у підвалини майбутнього беловарського храму. 1770 року будівництво основної частини храму було завершено, і 15 жовтня 1772 року храм був освячений в ім'я Святої Терези Авільської. Вибір імені святої Терези пов'язаний з тим, що вона була святою заступницею імператриці Марії-Терезії, за наказом якої була зведена Беловарська фортеця. У 1774 році завершили зведення дзвіниці над фасадом. Церква була побудована у стилі бароко.
Землетрус 1880 року заподіяв церкві збитків. 1888 року церкву реконструювали й перебудували за планом архітектора Германа Болле, а 1896 року значно оновили її інтер'єр.
Аж до 1980 року церква св. Терези була єдиною церквою в Б'єловарі та найближчих передмістях, відтак її парафіянами були всі жителі міста католицького віросповідання, допоки тоді (1980) не побудували ще одну церкву — святого Антонія Падуанського.
29 вересня 1991 року під час Війни за незалежність в ході боїв між частинами ЮНА і хорватськими силами у церкву поцілив артилерійський снаряд. Вибухом вбило трьох жінок, які в цей час молилися в храмі, також церкві були завдані пошкодження. Після закінчення війни церкву відреставрували, у пам'ять про загиблих жінок встановили меморіальну дошку.
5 грудня 2009 року Папа Бенедикт XVI утворив Беловарсько-Крижевецьку дієцезію, і церква святої Терези Авільської стала кафедральним собором нової єпархії.

## Джерело і література
- Vinko Gregur. Posveta crkve sv. Ane. — Prosvjeta Bjelovar, 1993. (хор.)

| Церква (споруда) | Це незавершена стаття про церковну будівлю. Ви можете допомогти проєкту, виправивши або дописавши її. |